# Acalypha nematorhachis
Acalypha nematorhachis é uma espécie de flor do gênero Acalypha, pertencente à família Euphorbiaceae.